# Viaje de una noche de verano
Viaje de una noche de verano es una película filmada en colores de Argentina dirigida por Rubén W. Cavallotti, Rodolfo Kuhn, José Martínez Suárez, René Mugica, Carlos Rinaldi y Fernando Ayala según el guion de Rodolfo Manuel Taboada que se estrenó el 10 de junio de 1965 y que tuvo como protagonistas a Ángel Magaña, Luis Sandrini, Alberto Olmedo, Diana Maggi, Roberto Escalada, Tato Bores y Ranko Fujisawa. Fue la última película del director de fotografía Alberto Etchebehere.

## Sinopsis
Un grupo de turistas recorre Buenos Aires en un ómnibus descubierto.

## Reparto
- Tato Bores
- Claudia Mores
- Enrique Dumas
- Roberto Escalada
- Néstor Fabián
- Olga Frances
- Ranko Fujisawa
- Ramona Galarza
- Iko Avo
- Juan Ramón
- Los Arribeños
- Los Wonderful's
- Los Wawancó
- Diana Maggi
- Luis Medina Castro
- Mosueto y su escola do samba
- Chico Novarro
- Alberto Olmedo
- María Esther Podestá
- Atahualpa Yupanqui
- Emilio Buis
- Luis Sandrini
- Marcos Zucker
- Dorita Acosta
- Alfredo Barbieri
- Blackie
- Elsa Daniel
- Ángel Magaña
- Don Pelele
- Fidel Pintos
- Juan Manuel Fangio
- Sergio Corona

## Comentarios
Tiempo de Cine dijo del filme:

”… entrevera …disímiles nombres. Está inspirado, seguramente, en el éxito de Buenas noches, Buenos Aires  de Hugo del Carril, que también recopilaba números musicales. El nexo entre los de Viaje... (turistas que recorren la ciudad) no es sólido. Tampoco está dosificada la actuación de cada cual; el cuadro brasileño abarca más de lo debido, por ejemplo. El cuadro sobre el origen del tango (de Kuhn) es el más conciso y expresivo y el de Martínez Suárez (sobre una leyenda norteña) desentona por su índole dramática en una obra que quiere ser superficial.”

Por su parte, Manrupe y Portela escriben:

”Con formato de episodios…o el naufragio de la generación del ‘60. Estética televisiva, música de todos los géneros y cameos excesivos, en uno de los filmes más desacertados que se hayan producido en esa y otra década.”